# Surgujâ

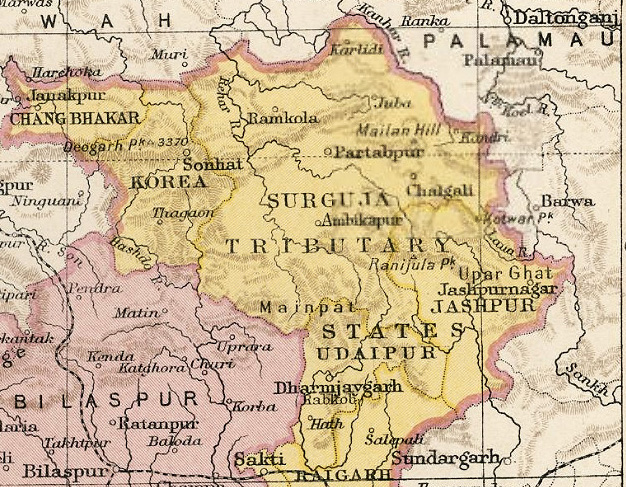
Carte de Sugurja.

Surgujâ était un État princier des Indes, dirigé par des souverains qui portèrent le titre de "radjah" puis de "maharadjah". Cette principauté subsista jusqu'en 1948 puis fut intégrée dans l'État du Madhya-Pradesh, et aujourd'hui, dans l'État de Chhattisgarh.

## Liste des radjahs puis maharadjahs de Surgujâ de 1800 à 1948
- 1800-1813 : Lal Singram Singh
- 1813-1816 : Balbhadra Singh II (rétabli pour un 2e règne)
- 1820-1852 : Lala Amar Singh
- 1852-1879 : Indrajit Singh (mort en 1879)
- 1879-1917 : Raghunath Saran Singh (1860-1917)
- 1917-1948 : Ramanuj Saran Singh (1895-1965)